# Dominik Uher
Dominik Uher, född 31 december 1992, är en tjeckisk professionell ishockeyspelare som tillhör NHL-organisationen Pittsburgh Penguins och spelar för deras primära samarbetspartner Wilkes-Barre/Scranton Penguins i American Hockey League (AHL). Han har tidigare spelat på lägre nivåer för Wheeling Nailers i ECHL och Spokane Chiefs i Western Hockey League (WHL).
Uher draftades i femte rundan i 2011 års draft av Pittsburgh Penguins som 144:e spelare totalt.

## Statistik
| 2009–2010   | Spokane Chiefs                 | WHL         | 53  | 4  | 12 | 16  | 45  | 6  | 0 | 0  | 0  | 2  |
| 2010–2011   | Spokane Chiefs                 | WHL         | 65  | 21 | 39 | 60  | 60  | 17 | 2 | 9  | 11 | 18 |
| 2011–2012   | Spokane Chiefs                 | WHL         | 63  | 33 | 35 | 68  | 60  | 13 | 5 | 4  | 9  | 6  |
| 2012–2013   | Wilkes-Barre/Scranton Penguins | AHL         | 53  | 4  | 3  | 7   | 61  | 8  | 0 | 3  | 3  | 4  |
|             | Wheeling Nailers               | ECHL        | 3   | 0  | 1  | 1   | 0   | —  | — | —  | —  | —  |
| 2013–2014   | Wilkes-Barre/Scranton Penguins | AHL         | 68  | 7  | 17 | 24  | 66  | 12 | 1 | 0  | 1  | 4  |
| 2014–2015   | Pittsburgh Penguins            | NHL         | 1   | 0  | 0  | 0   | 0   | —  | — | —  | —  | —  |
|             | Wilkes-Barre/Scranton Penguins | AHL         | 29  | 4  | 5  | 9   | 37  | —  | — | —  | —  | —  |
| NHL totalt  | NHL totalt                     | NHL totalt  | 1   | 0  | 0  | 0   | 0   | —  | — | —  | —  | —  |
| AHL totalt  | AHL totalt                     | AHL totalt  | 150 | 15 | 25 | 40  | 164 | 20 | 1 | 3  | 4  | 8  |
| ECHL totalt | ECHL totalt                    | ECHL totalt | 3   | 0  | 1  | 1   | 0   | —  | — | —  | —  | —  |
| WHL totalt  | WHL totalt                     | WHL totalt  | 181 | 58 | 86 | 144 | 165 | 36 | 7 | 13 | 20 | 26 |